# Aulacodes polydora
Aulacodes polydora là một loài bướm đêm trong họ Crambidae.